# Władimir Głotow
Władimir Stiepanowicz Głotow, ros. Владимир Степанович Глотов (ur. 23 stycznia 1937 w miejscowości Elton w obwodzie wołgogradzkim, Rosyjska FSRR, zm. w 1981) – rosyjski piłkarz, grający na pozycji obrońcy, reprezentant ZSRR.

## Kariera piłkarska

### Kariera klubowa
W 1960 zadebiutował w pierwszym zespole Dynama Moskwa, w którym w 1966 zakończył swoją karierę piłkarską.

### Kariera reprezentacyjna
1 grudnia 1963 debiutował w reprezentacji Związku Radzieckiego w spotkaniu towarzyskim z Marokiem zremisowanym 1:1. Łącznie rozegrał 5 meczów.
W 1964 rozegrał dwa mecze w olimpijskiej reprezentacji ZSRR.

## Sukcesy i odznaczenia

### Sukcesy klubowe
- mistrz ZSRR: 1963
- wicemistrz ZSRR: 1962
- brązowy medalista Mistrzostw ZSRR: 1960

### Sukcesy reprezentacyjne
- wicemistrz Europy: 1964

### Sukcesy indywidualne
- wybrany do listy 33 najlepszych piłkarzy ZSRR: Nr 2 (1963)

### Odznaczenia
- tytuł Mistrza Sportu ZSRR